# Craspedophyllum armstrongii
Craspedophyllum armstrongii là một loài dương xỉ trong họ Hymenophyllaceae. Loài này được Rae ex Copel. mô tả khoa học đầu tiên năm 1947.
Danh pháp khoa học của loài này chưa được làm sáng tỏ. 